# Logan Pyett
Logan Pyett (ur. 26 maja 1988 w Balgonie, Saskatchewan) – kanadyjski hokeista.
Jego siostra Paige (ur. 1990) także została hokeistką.

## Kariera
- Prairie Storm Midget SS (2002-2003)
- Regina Pat Canadians (2003-2004)
- Regina Pats (2004-2008)
- Grand Rapids Griffins (2008-2012)
- Connecticut Whale (2012-2013)
- Witiaź Podolsk (2013)
- Admirał Władywostok (2013-2014)
- Siewierstal Czerepowiec (2014-2015)
- Lehigh Valley Phantoms (2015-2016)
- Tohoku Free Blades (2017-2018)
- Hershey Bears (2018)
- KooKoo (2018-2019)
- Frederikshavn White Hawks (2019)
- HSC Csíkszereda (2019-2020)
- Outlook Ice Hawks (2020-)

Wychowanek Milestone Flyers. Występował w kanadyjskich rozgrywkach juniorskich WHL w ramach CHL. W drafcie NHL z 2006 został wybrany przez Detroit Red Wings. W lidze NHL nie zadebiutował. Występował w amerykańskich rozgrywkach AHL. Od czerwca 2013 zawodnik rosyjskiego klubu Witiaź Podolsk w KHL. Od połowy grudnia 2013 zawodnik Admirała Władywostok (w toku wymiany za Szweda Mathiasa Porselanda). W czerwcu 2014 przedłużył kontrakt o rok, a w końcu października 2014 został zwolniony. Od listopada 2014 zawodnik Siewierstali Czerepowiec. Od lata 2015 zawodnik Lehigh Valley Phantoms w lidze AHL. W sezonie 2016/2017 nie grał, a latem 2017 został zawodnikiem japońskiej drużyny Tohoku Free Blades. W sierpniu 2018 został zaangażowany przez Hershey Bears w AHL. W grudniu tego roku przeszedł do fińskiego KooKoo. We wrześniu 2019 został zakontraktowany przez duński klub Frederikshavn White Hawks. W grudniu 2019 przeszedł do rumuńskiej drużyny HSC Csíkszereda, gdzie dokończył sezon. Od 2020 zawodnik kanadyjskiej ekipy Outlook Ice Hawks w lidze SVHL.

## Sukcesy
Reprezentacyjne
- Złoty medal mistrzostw świata juniorów do lat 20: 2008

Klubowe
- Złoty medal Erste Liga: 2020 z HSC Csíkszereda[14]

Indywidualne
- WHL i CHL 2007/2008:
  - Pierwszy skład gwiazd WHL (Wschód)
  - Drugi skład gwiazd CHL